# Dražíč
Dražíč – wieś i gmina w Czechach, w powiecie Czeskie Budziejowice, w kraju południowoczeskim. Według danych z dnia 1 stycznia 2013 liczyła 224 mieszkańców.